# 布津站
布津站（日语：／ Futsu eki */?）是位於長崎縣南島原市布津町貝崎1469番7號，島原鐵道島原鐵道線的已停用車站。

## 歷史
- 1922年（大正11年）4月22日 - 口之津鐵道車站啟用[1]。
- 1943年（昭和18年）7月1日 - 公司合併，成為島原鐵道車站。
- 1964年（昭和39年）9月1日 - 成為業務委託車站。
- 1984年（昭和59年）10月1日 - 結束貨物業務。
- 1985年（昭和60年）7月 - 新車站大樓竣工。
- 2000年（平成12年）4月1日 - 成為無人車站。
- 2008年（平成20年）4月1日 - 隨著島原外港站至加津佐站之間廢止，此站也永久停用。

## 車站構造
此站是地面車站，設有2面2線的相對式月台。東邊月台鄰拉車站大樓，西邊月台上設有候車室。此站是無人車站。

## 車站周邊
車站附近較多住宅，也靠近海邊。車站附近239號平交道的警報聲比較特別。
在離開車站後於國道251號向加津佐一方步行一小距離可到達公廁，再向上斜坡前進可到達山崎商店。
- 南島原市立布津小學（日语：南島原市立布津小学校）
- 南島原市立布津中學（日语：南島原市立布津中学校）
- 圓通寺
- 南島原市 布津綜合分所（舊・布津町公所）
- 國道251號（日语：国道251号）

## 使用狀況
在此站最後的一個營業年度（2007年度），一年總乘車人次為18,873人，下車人次為18,065人。
以下為一年總乘車人次和下車人次變化。
| 年度               | 一年總 乘車人次 | 一年總 下車人次 |
| ------------------ | --------------- | --------------- |
| 1997年（平成09年） | 18,847          | 17,757          |
| 1998年（平成10年） | 20,426          | 19,727          |
| 1999年（平成11年） | 19,546          | 18,872          |
| 2000年（平成12年） | 16,870          | 17,157          |
| 2001年（平成13年） | 17,975          | 17,404          |
| 2002年（平成14年） | 24,594          | 24,070          |
| 2003年（平成15年） | 27,119          | 26,839          |
| 2004年（平成16年） | 22,757          | 21,626          |
| 2005年（平成17年） | 18,077          | 17,017          |
| 2006年（平成18年） | 16,428          | 15,202          |
| 2007年（平成19年） | 18,873          | 18,065          |

## 相鄰車站
島原鐵道
島原鐵道線
布津新田－布津－堂崎

## 注腳
1. ↑  「地方鉄道運輸開始」『官報』1922年4月26日（國立國會圖書館數碼化收藏）
2. ↑  第56版（平成21年）長崎統計年鑑 （页面存档备份，存于）（日語） - 長崎縣
3. ↑  長崎縣統計年鑑  （页面存档备份，存于）（日語）